# Задвея
Задве́я (бел. Задзвея) — деревня в Барановичском районе Брестской области Белоруссии. Входит в состав Вольновского сельсовета. Расположена в 30 км от районного центра. Население — 79 человек (2023).
Согласно топонимическому словарю, в основе именования деревни лежит местность за рекой Двеей (ныне — Змейкой).

## География
Деревня находится в северо-восточном углу Брестской области в 25 км к северо-востоку от центра города Барановичи. В 8 км к северо-востоку от деревни находится точка, где сходятся Минская, Гродненская и Брестская области. Местность принадлежит к бассейну Немана, по западной оконечности деревни течёт река Змейка, на которой создана сеть мелиоративных канав. В 4 км к югу проходит автомагистраль М1, с ней Задвея связана местной дорогой. Ближайшая ж/д станция — Погорельцы (линия Барановичи — Минск).

### Пруды
- в 0,7 километра к западу от деревни расположен пруд, площадью 0,0461 квадратных километров.
- к северу от деревни расположен пруд, площадью 0,0077 квадратных километров.
- к югу от деревни расположен пруд, площадью 0,0437 квадратных километров[5].

## История

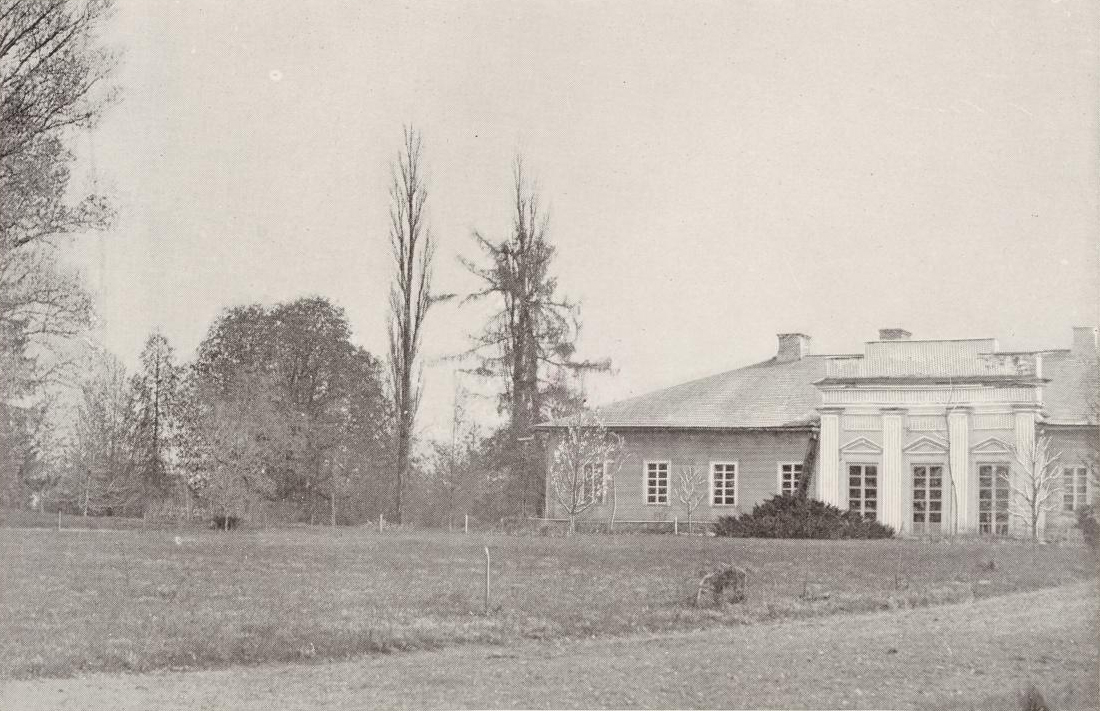
Усадебный дом на фото 1900 года

Впервые имение Задвея упоминается в метрике Великого княжества Литовского в 1473 году. В XVI веке Задвеей владели Гаштольды и Радзивиллы. Затем имение ещё несколько раз меняло хозяев, с XVIII века принадлежало Межеевским, а затем Чечотам.
После второго раздела Речи Посполитой (1793) местечко вошло в состав Российской империи, принадлежало Минской губернии. В XVIII—XIX веках Межеевские и Чечоты возводили в имении дворянскую усадьбу. Усадебный дом был построен Межеевскими ещё в начале XVIII века, в середине века Матвей Межеевский придал зданию классицистический вид. Большая часть хозяйственных построек возведена в XIX веке. В усадьбе некоторое время жил Ян Чечот, бывал Адам Мицкевич.
Согласно Рижскому мирному договору (1921) деревня вошла в состав межвоенной Польши, где принадлежала Барановичскому повету Новогрудского воеводства.
С 1939 года — в составе БССР. В 1940-57 годах — в Городищенском районе Барановичской, с 1954 года Брестской области. Затем район переименован в Барановичский.
В период Великой Отечественной войны с конца июня 1941 года до начала июля 1944 года была оккупирована немецко-фашистскими захватчиками, разрушено 19 домов. На фронтах погибли 28 односельчан.

## Население
По состоянию на 1 января 2023 года в деревне проживало 79 человек в 39 хозяйствах, в том числе 3 моложе трудоспособного возраста, 36 — в трудоспособном возрасте и 40 — старше трудоспособного возраста. 
| Численность населения (по переписи) | Численность населения (по переписи) | Численность населения (по переписи) | Численность населения (по переписи) | Численность населения (по переписи) | Численность населения (по переписи) | Численность населения (по переписи) |
| 1909                                | 1921                                | 1959                                | 1970                                | 1999                                | 2009                                | 2019                                |
| ----------------------------------- | ----------------------------------- | ----------------------------------- | ----------------------------------- | ----------------------------------- | ----------------------------------- | ----------------------------------- |
| 32                                  | ↗778                                | ↗961                                | ↘719                                | ↘229                                | ↘141                                | ↘97                                 |

## Достопримечательности
- Усадьба Межеевских — Чечотов. Усадебный дом не сохранился. Сохранившиеся постройки — ледовня, конюшня, флигель-кухня (все — XIX век).

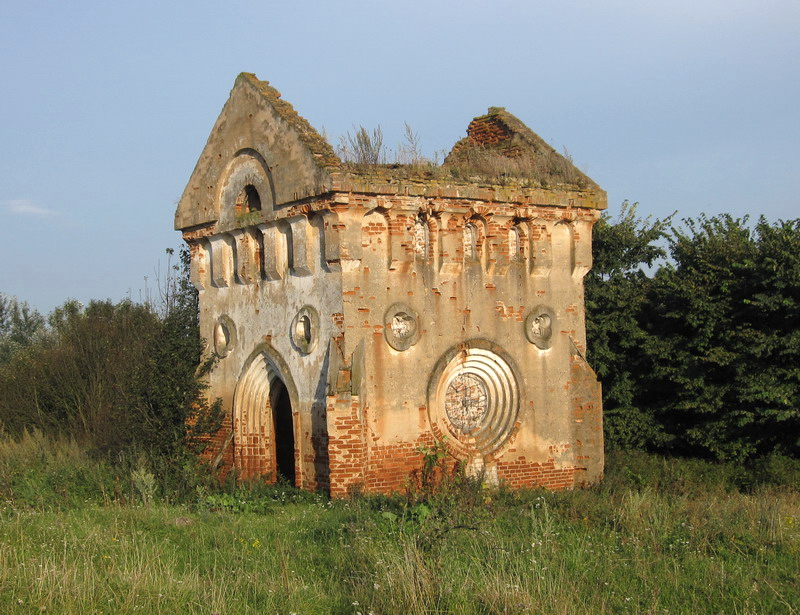
Усадьба Чечотов. Ледовня
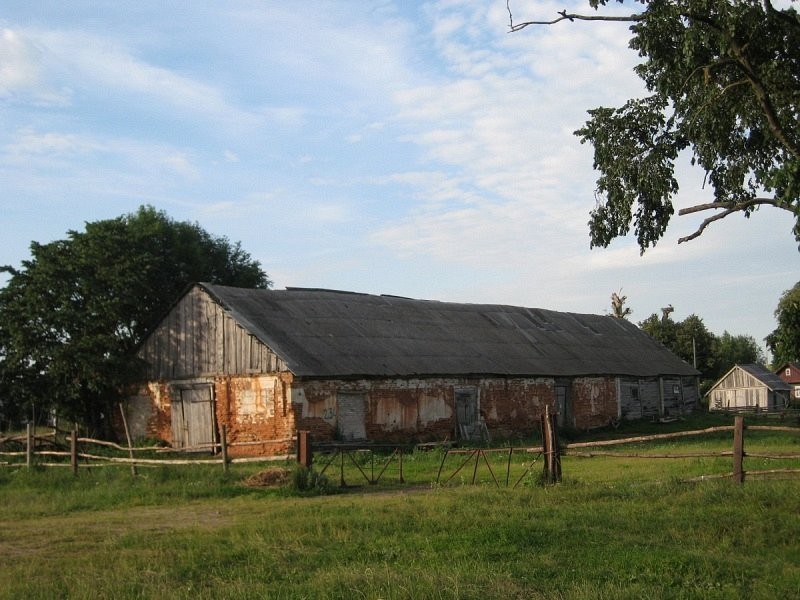
Усадьба Чечотов. Конюшня
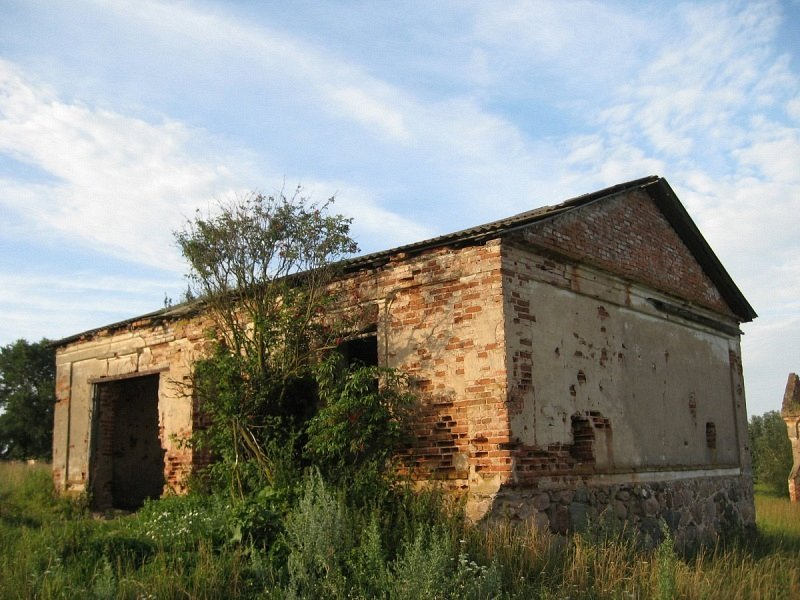
Флигель-кухня

## Известные уроженцы
- Ян Середа (1879—1943) — белорусский общественный и политический деятель, педагог и публицист. Первый председатель Рады БНР.
- Геннадий Александрович Фалей (род. 1957) — белорусский художник.